# Grote Scheldeprijs 1961
Il Grote Scheldeprijs 1961, quarantasettesima edizione della corsa, si svolse il 1º agosto per un percorso con partenza ed arrivo a Schoten. Fu vinto dal belga Raymond Vrancken della squadra Dr. Mann-Labo davanti al connazionale Marcel Janssens e all'olandese Piet Van Hees.

## Ordine d'arrivo (Top 10)
| Pos. | Corridore               | Squadra                  | Tempo |
| ---- | ----------------------- | ------------------------ | ----- |
| 1    | Raymond Vrancken        | Dr. Mann-Labo            |       |
| 2    | Marcel Janssens         | Dr. Mann-Labo            |       |
| 3    | Piet Van Hees           | Eroba                    |       |
| 4    | Guillaume Van Tongerloo | Faema-Guerra             |       |
| 5    | Eddy Pauwels            | Dr. Mann-Labo            |       |
| 6    | Joseph Verachtert       | Dr. Mann-Labo            |       |
| 7    | Jose Thumas             | Pelforth-Sauvage-Lejeune |       |
| 8    | Gustave Desmet          | Groene Leeuw             |       |
| 9    | Leopold Schaeken        | Wiel's-Flandria          |       |
| 10   | Hugo Verlinden          |                          |       |